# タッププット郡
座標: 北緯8度30分58秒 東経98度38分23秒 / 北緯8.51611度 東経98.63972度
タッププット郡（タッププットぐん）はタイ南部パンガー県の郡の一つ。

## 歴史
1785年にビルマ軍がムアン・タラーン（現タラーン郡）を攻めた時に、タラーン住民が戦火から逃れて、現在のタッププット郡の地に避難した。その際に避難民たちは仮小屋（タップ）を建て、プットと呼ばれる植物（ショウガの仲間）の葉で屋根を葺いたことから、ここの地名となった。1897年、郡として設置された。

## 地理
タッププット郡は西から時計回りにパンガー県ムアンパンガー郡、スラートターニー県パノム郡、クラビー県プラーイプラヤー郡、アーオルック郡に接する。郡の南はパンガー湾に面する。

## 観光

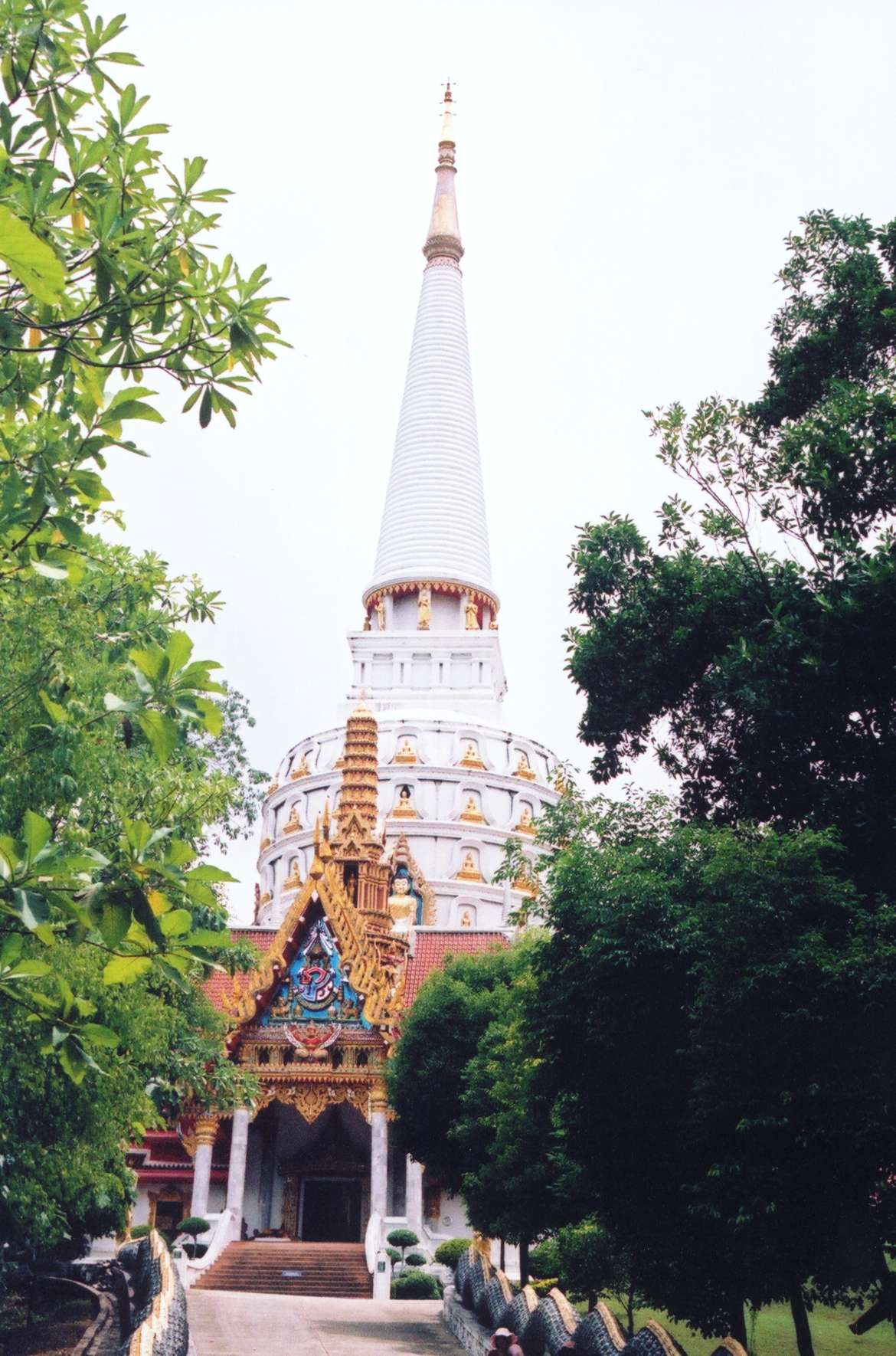
ワット・バーンリアンの仏塔

ワット・ ラートウパタム (วัดราษฏร์อุปถัมภ์)は、ワット・バーンリアンとして広く知られている丘の上に建立された寺院である。 鐘状の仏塔、巨大な観音像、象に囲まれた台座を持つ大きな仏像がある。晴れた日には丘からパンガー湾を望むことができる。

## 行政区分
タッププット郡は6つのタムボンに分かれ、さらにその下位に38の村（ムーバーン）がある。郡内には1つのテーサバーン（自治体）、テーサバーンタムボン・タッププットがある。また、それぞれのタムボンはタムボン行政体により行政が行われている。  
| \| No. \| 名 \| タイ語 \| 村数 \| 人口 \| \| \| 1. \| タムボン・タッププット \| ทับปุด \| 6 \| 4,917 \| \| \| 2. \| タムボン・マルイ \| มะรุ่ย \| 7 \| 5,514 \| \| \| 2550. \| タムボン・ボーセーン \| บ่อแสน \| 8 \| 6,629 \| \| \| 4. \| タムボン・タムトーンラーン \| ถ้ำทองหลาง \| 4 \| 1,618 \| \| \| 5. \| タムボン・コークチャルーン \| โคกเจริญ \| 8 \| 3,338 \| \| \| 2545. \| タムボン・バーンリアン \| บางเหรียง \| 5 \| 2,030 \| \| |                            |           |      |       |  |
| No. | 名                         | タイ語    | 村数 | 人口  |  |
| 1. | タムボン・タッププット     | ทับปุด      | 6    | 4,917 |  |
| 2. | タムボン・マルイ           | มะรุ่ย      | 7    | 5,514 |  |
| 2550. | タムボン・ボーセーン       | บ่อแสน     | 8    | 6,629 |  |
| 4. | タムボン・タムトーンラーン | ถ้ำทองหลาง | 4    | 1,618 |  |
| 5. | タムボン・コークチャルーン | โคกเจริญ   | 8    | 3,338 |  |
| 2545. | タムボン・バーンリアン     | บางเหรียง  | 5    | 2,030 |  |

## 注脚
1. ↑  "อำเภอทับปุด  จังหวัดพังงา" amphoe.com